# Catalisi enzimatica covalente
La catalisi enzimatica covalente prevede l'aumento della velocità di una reazione per formazione di un legame covalente transitorio tra l'enzima ed il substrato. Si divide in:
- catalisi nucleofila quando i residui amminoacidici coinvolti nella catalisi si comportano da nucleofili (donatori di elettroni);
- catalisi elettrofila quando si comportano da elettrofili (accettori di elettroni).

Si forma un intermedio covalente transitorio enzima-substrato, a volte una base di Schiff (catalisi elettrofila per formazione di una base di Schiff) ad esempio nelle transaminasi e nell'aldolasi. 
Questo è il meccanismo sfruttato da enzimi come la chimotripsina.